# Teresa de Cofrentes
Teresa de Cofrentes, en castillan et officiellement (Teresa de Cofrents en valencien), est une commune d'Espagne de la province de Valence dans la Communauté valencienne. Elle est située dans la comarque du Valle de Cofrentes et dans la zone à prédominance linguistique castillane.

## Géographie

Localisation de Teresa de Cofrentes
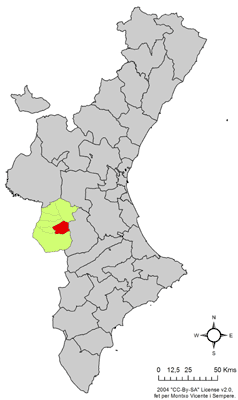
dans la Communauté valencienne.
dans la comarque du Valle de Cofrentes.

### Localités limitrophes
Le territoire communal de Teresa de Cofrentes est voisin de celui des communes suivantes :
Ayora, Bicorp, Cortes de Pallás, Jarafuel et Zarra, toutes situées dans la province de Valence.

## Démographie
| 787 | 757 | 758 | 751 | 728 | 695 | 678 | 661 | 697 |

### Sources
- (es) Cet article est partiellement ou en totalité issu de l’article de Wikipédia en espagnol intitulé « Teresa de Cofrentes » (voir la liste des auteurs).